# Укрытие (фильм, 2011, США)
«Укры́тие» (англ. Take Shelter) — драматический фильм Джеффа Николса. Премьера состоялась 24 января 2011 года на фестивале «Сандэнс». В США фильм вышел в ограниченный прокат 30 сентября 2011, в России релиз состоялся 26 апреля 2012 года.

## Сюжет
Кёртис — простой рабочий, который живёт в небольшом городке в штате Огайо вместе со своей безработной женой Самантой и дочерью Ханной, недавно потерявшей слух. Их жизнь протекает вполне счастливо, пока Кёртис не начинает видеть по ночам апокалиптические сны о большой грозе с торнадо, которые угрожают жизни его семье. Каждый раз наутро он чувствует себя не в своей тарелке и начинает сомневаться, не сходит ли он с ума. По мере того, как это продолжается, Кёртис решает построить во дворе надёжное штормовое укрытие, которое должно уберечь его семью и его самого от надвигающейся опасности.

## В ролях
- Майкл Шэннон — Кёртис Лафорч
- Джессика Честейн — Саманта Лафорч
- Това Стюарт — Ханна
- Ши Уигхэм — Дювард
- Кэти Бейкер — Сара
- Кэти Миксон — Нэт
- Рэй МакКиннон — Кайл
- Лиза Гэй Хэмилтон — Кендра

## Награды и номинации[2][3]
- 2011 — номинация на Гран-при жюри кинофестиваля «Сандэнс».
- 2011 — два приза Каннского кинофестиваля: приз Общества драматических авторов и композиторов (SACD Award) за лучший фильм, Гран-при «Недели критики» (оба — Джефф Николс).
- 2011 — приз «Золотой глаз» Цюрихского кинофестиваля за лучший международный фильм.
- 2011 — премия Ассоциации кинокритиков Чикаго лучшему актёру (Майкл Шэннон).
- 2011 — премия Национального совета кинокритиков США за лучший независимый фильм.
- 2011 — номинация на премию «Спутник» лучшему актёру (Майкл Шэннон).
- 2012 — премия «Независимый дух» за лучшее продюсирование (София Лин), а также 4 номинации: лучший фильм (Тайлер Дэвидсон, София Лин), лучший режиссёр (Джефф Николс), лучший актёр (Майкл Шэннон), лучшая актриса второго плана (Джессика Честейн).
- 2012 — 4 номинации на премию «Сатурн»: лучший фильм в жанре ужасы / триллер, лучший сценарий (Джефф Николс; победа), лучший актёр (Майкл Шэннон; победа), лучшая актриса (Джессика Честейн).